# Batak (huyện)
Batak là một huyện thuộc tỉnh Pazardzhik, Bungaria. Dân số thời điểm năm 2001 là 7189 người.